# Cristoforo Busetti
Cristoforo Busetti (Rallo o Croviana, 1540 circa – Trento, 1602 o 1604) è stato un poeta italiano.

## Biografia
Cristoforo di Matteo di Cristoforo Busetti, nasce attorno al 1540 a Rallo (Val di Non) o Croviana (Val di Sole) da un'antica e nobile famiglia di notai imperiali e lui stesso notaio e consigliere imperiale. Più tardi si sposterà a Padova, dove conseguirà nel 1563 il dottorato in legge. Al 1564 risale il matrimonio con Dorotea, figlia del castellano Cristoforo d'Arsio (a partire dal quale il patrimonio familiare assunse una certa consistenza grazie a carriere in campo militare, amministrativo ed ecclesiastico), protagonista privilegiata del canzoniere busettiano. Nel 1602, con l'acquisto di una casa all'angolo tra via Oss Mazzurana e via Oriola, diede inizio al ramo Busetti di Trento che nell'800 si imparentò coi de Corradini ed i Balduini de Capris.
L'opera, di stampo espressamente petrarchesco, si distingue in quattro parti e conta, nell'edizione Pirola del 1836, 129 sonetti (di cui uno è opera di un corrispondente), sette rispetti (continuati e spicciolati), un capitolo e una ballata. Vanno aggiunti ventotto sonetti inediti che Lodovico Niccolini s'impegnò a pubblicare ad inizio Novecento.
Nel 1602 il Busetti è ancora vivo e acquista una casa a Trento in contrada Santa Maria Maddalena. Dopo questa data vengono meno le notizie sulla sua esistenza.

## Galleria d'immagini
- Carlo Rosmini, Ragionamento degli Scrittori Trentini (1792)